# Rudolf Baschant
Rudolf Baschant (* 29. August 1897 in Salzburg, Österreich-Ungarn; † 1. Juli 1955 in Linz) war ein österreichischer Maler, Grafiker, Pflanzenjäger und Pädagoge.

## Leben und Wirken
Die Mutter Baschants stammt aus Kleinzell im Mühlkreis. Sein Vater war ein Wiener Architekt. Kurz nach seiner Geburt übersiedelte die Familie nach Breslau, später nach Essen (1909) und schließlich nach Idstein am Taunus. Seine Sammelleidenschaft erstreckte sich zunächst auf Insekten, angeregt durch einen Lehrer beschäftigte er sich ab dem 12. Lebensjahr intensiv mit dem Sammeln und Bestimmen von Pflanzen, wobei er sich Kenntnisse der Floristik mit Hilfe von Literatur aneignete.
Trotz seines großen Interesses für die Pflanzenwelt studierte er nicht Botanik, sondern besuchte Lehrgänge in Grafik, Lithographie, Radierung und Gebrauchsgrafik an Kunstschulen in Essen, Frankfurt am Main, Weimar und Leipzig mit dem Ziel, Grafiker zu werden. Zusammen mit Walter Herzger (Flachdruck) wurde er Werkstattleiter der von Charles Crodel geleiteten Grafischen Werkstätte der Burg Giebichenstein.
Nach seiner Hochzeit 1940 lebte er in Dessau, Berlin und in Südwestdeutschland und übersiedelte nach Kriegsende nach Steyr in Oberösterreich, wobei es ihm gelang, sein umfangreiches Herbarium unversehrt nach Österreich zu bringen. In Linz war Baschant als Magistratsbeamter zunächst in der Neuen Galerie und ab November 1953 im Botanischen Garten der Stadt Linz tätig. Von 1952 bis zu seinem Tod gehörte er der Künstlervereinigung MAERZ und der Berufsvereinigung bildender Künstler Oberösterreichs an.
Baschant war ab 1940 mit Elfriede verheiratet und Vater einer Tochter. Er starb 1955 in Linz.

## Grafiker
Von 1921 bis 1924 war er an der graphischen Druckerei des Bauhauses bei Paul Klee, Lyonel Feininger und Wassily Kandinsky tätig. Nach der Meisterprüfung in Kupferdruck an der Akademie für Buchgewerbe in Leipzig war er als freier Künstler tätig und als solcher mehrere Jahre in Halle an der Saale ansässig. Von 1930 bis 1933 unterrichtete er an der Kunstgewerbeschule Burg Giebichenstein. Von 1934 bis 1949 war er als wissenschaftlicher Zeichner am Botanischen Institut der Universität Halle und an der Universität Innsbruck tätig.

## Pflanzenjäger
Baschant suchte immer wieder Kontakt zu Botanikern wie Joseph Friedrich Nicolaus Bornmüller, Otto Schwarz, Wilhelm Troll und Hermann Meusel; er schloss sich deren Exkursionen an und unternahm ab 1924 bis zum Beginn des Zweiten Weltkrieges zielgerichtete Reisen innerhalb Europas sowie nach Nord- und Westafrika und Südamerika. Aus seiner Zusammenarbeit mit Helmut Gams resultierte Baschants einziger Beitrag zu einem wissenschaftlich-botanischen Werk, wobei er die Vorlagen für die Illustrationen der Moos- und Farnpflanzen in der Kleinen Kryptogamenflora von Mitteleuropa erstellte.
Das mehr als 20.000 Exemplare umfassende Herbarium Baschants wurde im April 1959 von dessen Witwe Elfriede an das Botanische Museum Berlin-Dahlem verkauft und enthielt auch Dubletten mehrerer anderer, teilweise bedeutender, Sammler.

## Werke
Werke Baschants wurden als „entartete Kunst“ gewertet und mussten während der nationalsozialistischen Zeit aus allen Museen entfernt werden.
- Diverse Künstlerpostkarten zur Bauhaus-Ausstellung in Weimar 1923, in: Sammlung des MoMA, Wien abgefragt am 14. November 2015
- Diverse Grafiken auf der Webpräsenz von www.artnet.com abgefragt am 14. November 2015

## Ausstellung
Werke Baschants wurden meist im Rahmen von Gruppenausstellungen, vereinzelt aber auch in Einzelausstellungen gezeigt:
- Neuen Galerie der Stadt Linz (1951)
- Neue Galerie der Stadt Linz, 3. Linzer Kulturtagung im Zusammenhang mit der Paul Klee Ausstellung (1955)
- Ausstellung in Rotterdam und Amsterdam im Rahmen der Künstlervereinigung MAERZ
- Berner Kunstmuseum (1955)
- Engelbert Kliemstein widmete ihm zu seinem 5. Todestag eine seiner insgesamt 16 Kunstausstellungen in der Galerie Kliemstein unter dem Titel Rudolf Banschant ein Zeuge und Nachfahre des Bauhauses.
- Ausstellungen im Bauhaus-Archiv Darmstadt und anschließend in der Kunsthalle Düsseldorf (Kunstverein für die Rheinlande und Westfalen), 1963
- Mirabell-Casino Salzburg (Salzburger Kulturvereinigung, 1963)

Werke Baschants wurden zuletzt immer wieder im Rahmen von Gruppenausstellungen in Linz gezeigt:
- Kulturhauptstadt des Führers, Schlossmuseum Linz, 2008
- Linz Blick. Stadtbilder in der Kunst 1909 bis 2009, Lentos Kunstmuseum Linz, 2009
- Ahoi Herbert! Bayer und die Moderne, Lentos Kunstmuseum Linz, 2009
- Zeitschnitt – Malerei des MAERZ – Die Gründergeneration, Artemons, Hellmonsödt, 2011
- Im Garten. Lebensräume zwischen Sehnsucht und Experiment, Nordico, 2011
- Wegmarken. Maerz 1952 bis 2002, Architekturforum Oberösterreich, 2013
- An der Donau, Flussgeschichten einer Stadt, Nordico, 2014

## Publikationen
- Mein Weg zur lieblichen Wissenschaft. In: Naturkundliches Jahrbuch der Stadt Linz, 1956, S. 235–240 (zobodat.at [PDF; 362 kB]).
- Ruderalflächen und deren Pflanzen in und um Linz. In: Naturkundliches Jahrbuch der Stadt Linz, 1955, S. 253–261 (zobodat.at [PDF]).
- Mit H. Gams: Kleine Kryptogamenflora von Mitteleuropa, Band I, Die Moos- und Farnpflanzen (Archegoniaten). Jena 1940.
- P. Hiepko: Das Herbar von Rudolf Baschant, Manuskript (PDF) abgerufen am 14. November 2015

## Würdigung
- In Berlin ist im Ortsteil Weißensee die Rudolf-Baschant-Straße nach ihm benannt.[3]